# Takahashi Kazuyuki
Kazuyuki Takahashi (sinh ngày 10 tháng 5 năm 1974) là một cầu thủ bóng đá người Nhật Bản.

## Sự nghiệp câu lạc bộ
Kazuyuki Takahashi đã từng chơi cho Bellmare Hiratsuka.